# جي. فوغن غاري
جي. فوغن غاري هو مدرس وقانوني ومحامي وسياسي أمريكي، ولد في 25 فبراير 1892 في ريتشموند في الولايات المتحدة، وتوفي بنفس المكان في 6 سبتمبر 1973. نشط حزبياً في الحزب الديمقراطي. وقد انتخب مجلس إدارة وانتخب عضو مجلس نواب الولايات المتحدة عن ولاية فرجينيا ‏ (1926 – 1933) وانتخب عضو مجلس النواب الأمريكي ‏.